# Splitska vrata
Splitska vrata – cieśnina w Chorwacji, pomiędzy wyspami Brač i Šolta, stanowiąca część Morza Adriatyckiego.
Cieśnina łączy Hvarski kanal ze Splitskim kanalem. Żeglugę przez nią ułatwia latarnia morska Ražanj, położona na półwyspie Zaglav wyspy Brač.